# Loni Franz

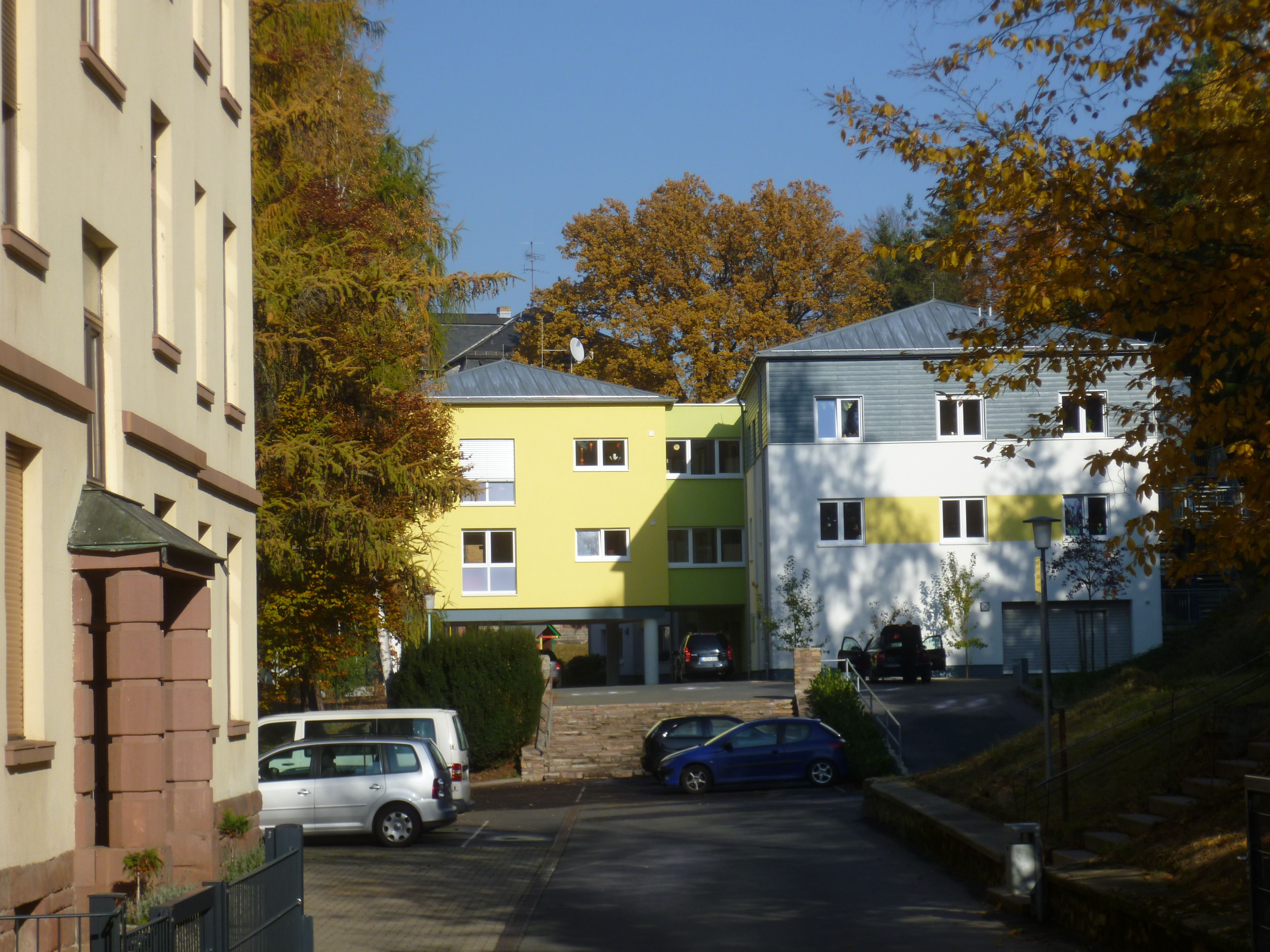
Das Loni-Franz-Haus am Kalmenhof

Loni Franz (* 6. Mai 1905 in Koblenz; † 29. November 1987 in Idstein) war eine Jugendpflegerin und Heimleiterin am Kalmenhof in Idstein. Sie stammte aus einer Lehrerfamilie. Ihre Ausbildung als Kindergärtnerin und Jugendleiterin erfuhr sie in Frankfurt. Bis zu ihrer Einstellung am Kalmenhof 1935 arbeitete sie an unterschiedlichen Stellen als Aushilfe.
Am Kalmenhof fand sie ihre erste feste und auch endgültige Anstellung. Sie arbeitete hier bis 1967 als Leiterin des Knaben- und Mädchenhauses.
Besonders zeichnete sich ihr Engagement in der Zeit der Euthanasie-Morde der Nationalsozialisten am Kalmenhof aus. Durch ihren Widerstand konnte sie zahlreiche ihrer Schützlinge vor dem Tod bewahren und das Leid der ihr anvertrauten, oft mehrfach behinderten Kinder erleichtern.
Ihr zu Ehren tragen ein Straßenzug im Gebiet Füllenschlag wie auch ein Haus am Kalmenhof ihren Namen.